# Васькино (Абдулинський міський округ)
Ва́ськино (рос. Васькино) — присілок у складі Абдулинського міського округу Оренбурзької області, Росія.

## Населення
Населення — 125 осіб (2010; 176 у 2002).
Національний склад (станом на 2002 рік):
- чуваші — 32 %